# Дрожжинское сельское поселение
Дрожжинское сельское поселение — упразднённое муниципальное образование в составе Угранского района Смоленской области России.
Административный центр — деревня Дрожжино.
Образовано законом от 28 декабря 2004 года. Упразднено законом от 25 мая 2017 года с включением всех входивших в его состав населённых пунктов в Знаменское сельское поселение.

## Географические данные
- Общая площадь: 81,14 км²
- Расположение: северо-восточная часть Угранского района
- Граничит:
  - на севере — с Вяземским районом
  - на северо-востоке — с Тёмкинским районом
  - на востоке — с Знаменским сельским поселением
  - на юге — с Великопольевским сельским поселением
  - на западе— с Вёшковским сельским поселением
- Крупные реки: Угра, Волоста.

## Население
| 2011 | 2012 | 2013 | 2014 | 2015 | 2016 | 2017 |
| ---- | ---- | ---- | ---- | ---- | ---- | ---- |
| 189  | ↘186 | ↗188 | →188 | ↘180 | ↘178 | ↘172 |

## Населённые пункты
На территории поселения находилось 8 населённых пунктов:
- Деревня Дрожжино — административный центр
- Александровка, деревня
- Боталы, деревня
- Гатишино, деревня
- Дмитровка, деревня
- Лядное, деревня
- Сафоново, деревня
- Станино, деревня

## Экономика
Сельхозпредприятия, школа, магазины.